# Área de Proteção Ambiental da Região Metropolitana de Belém
Área de Proteção Ambiental da Região Metropolitana de Belém (APA Belém) é uma unidade de conservação de uso sustentável da natureza, do tipo área de proteção ambiental (APA) criada em 1993 com 7,5 mil hectares, localizado na Região Metropolitana de Belém (RMB) nos municípios paraenses de Belém e Ananindeua (Brasil).
A APA foi criada originalmente com a denominação APA dos Mananciais de Abastecimento de Água de Belém (APA Belém), que em 2008 foi renomeada para APA da Região Metropolitana de Belém.

## Unidade de Conservação
As Unidades de Conservação (UCs) são áreas naturais protegidas por lei, podendo ser de Proteção Integral, ou de Uso Sustentável. As administrações são feitas pelo Instituto Chico Mendes de Conservação da Biodiversidade (ICMBIO), responsável pelo Sistema Nacional de Unidades de Conservação (SNUC), ou podendo ser associadas com Fundações públicas.
O Instituto Chico Mendes (ICMBIO) reconhece a contribuição histórica das comunidades tradicionais na conservação do meio ambiente e no uso sustentável dos recursos naturais. Assim em 2010 este órgão gestor regularizou a situação fundiária das ocupações das comunidades tradicionais nas Unidades de Conservação, as terras situadas em áreas da União foram cedidas às famílias extrativistas (como pescadores e marisqueiros), sob jurisdição da Secretaria do Patrimônio da União/SPU (manguezais, áreas marinhas, espelhos d'água e ilhas federais situadas na Amazônia Legal), a partir da demanda do Plano de Ação Prioritário 2009-2010 da Comissão Nacional de Desenvolvimento Sustentável de Povos e Comunidades Tradicionais.

## Criação
Em 1993, foi criada a APA Belém através da Decreto Estadual nº 1551, de 03 de maio do mesmo ano, que segundo a Lei Federal nº 9.985 de 2000, busca garantir a proteção dos recursos naturais da região, as condições de vida da população e o desenvolvimento sustentável da área. Essa APA foi criada para preservar e recuperar o ambiente natural e cultural da região metropolitana de Belém, que engloba a capital Belém e outros municípios próximos.
Em 2017, foi criado o Conselho Gestor da APA Metropolitana de Belém.

## Gestão
Em 2008, foi criado o conselho do tipo consultivo que trabalha junto ao órgão gestor Instituto Chico Mendes de Conservação da Biodiversidade (ICMBIO). Com objetivo de contribuir com à efetiva implementação do Plano de Manejo desta Unidade, que ainda esrtá em elaboração.

## Fitofisionomia
A fitofisionomia representa a vegetação predominante local associada as espécies pioneiras, que correspondendo a 100% da Área de Proteção. Ela possui o objetivo de proteger os ecossistemas costeiros, os manguezais, as áreas de floresta, as nascentes e cursos d'água, além de promover o desenvolvimento sustentável da região.

## Bioma
A Unidade de Conservação possui sua área total inserida no bioma amazônico.

## Bacia hidrográfica
A Unidade de Conservação é integrante da Bacia Hidrográfica do Marajó.

## Atividades permitidas
Dentre as atividades permitidas na APA, estão aquelas que não causam impactos significativos ao meio ambiente, como pesquisa científica, ecoturismo, educação ambiental e atividades agroflorestais sustentáveis. Também são estabelecidas restrições quanto à ocupação e uso do solo, visando à proteção dos recursos naturais e à conservação da biodiversidade.

## Programa Ararajuba
A ararajuba, uma ave típica da região Norte, durante 60 anos não teve registro de aparição na região metropolitana de Belém devido o processo de extinção entre as décadas de 1940/1950, devido: a expansão urbana, o desmatamento e, o comércio ilegal.
Em 2017, chegaram à Belém vindas de São Paulo doze espécimes de Ararajuba, que foi reintroduzida nas Unidades de Conservação da região da capital paraense, através do Programa de Reintrodução e Monitoramento de Ararajubas (Guaruba guarouba), desenvolvido pelo Instituto de Desenvolvimento Florestal e da Biodiversidade do Estado do Pará (Ideflor-bio) e a pela Fundação Lymington.

As aves passarão por um processo de readaptação de quatro meses em viveiros, e depois foram libertas nas áreas abertas do: Parque do Utinga, Área de Proteção Ambiental da Região Metropolitana de Belém, APA do Combu, Refúgio de Vida Silvestre Metrópole da Amazônia e, na área do quilombo  Abacatal.